# Hřib šumavský
Hřib šumavský (Boletus gabretae Pilát 1968) je velmi vzácná houba z čeledi hřibovitých. Patří mezi barevné a modrající hřiby sekce Luridi rodu Boletus. Předpokládá se, že je jedlý.

## Taxonomie
Hřib šumavský objevil a popsal český mykolog Albert Pilát. Dvě plodnice našel 22. srpna 1967 ve smrkovém lese u Horské Kvildy (Šumava) nad Hamerským potokem ve výšce kolem 1050 m n. m. Tento holotyp je dosud jediným doloženým sběrem na území České republiky. Později byl hřib šumavský v okolí Horské Kvildy nalezen ještě jednou - tento sběr však nebyl doložen.

## Vzhled

### Makroskopický
Klobouk dosahuje 50 - 60 milimetrů, nejprve polokulovitý, poté klenutý. Povrch je sírově až prvosenkově žlutý, na osvětlených místech se slabým hnědavým odstínem.
Rourky i póry jsou prvosenkově žluté.
Třeň dosahuje délky 60 - 100 milimetrů, šířky 25 - 40 milimetrů, je hlízovitě břichatý až kyjovitý, ztloustlý, nikdy válcovitý. Na bázi u mladých plodnic kořenovitě ztenčený, u starších zaoblený. Povrch kryje síťka, která je ve spodní části výraznější, v horní velmi jemná, patrná pod lupou.
Dužnina má sytě žluté zbarvení, na řezu se rychle zelenomodře zbarvuje. Chuť má nenápadnou, vůni slabou, příjemnou.

### Mikroskopický
Výtrusy jsou podlouhle elipsovité, hladké, medově žlutohnědé. Dosahují 12 – 15 × 5,5 – 6 μm.

## Ochrana
Jde o mimořádně vzácný druh, který je v rámci České republiky znám z jediného stanoviště. Je zařazen v Červeném seznamu hub České republiky jako druh zřejmě vyhynulý (?EX).

## Záměna
- hřib koloděj prvosenkový (Boletus luridus f. primulicolor) – roste pod listnáči
- hřib žlutý (Boletus junquilleus) – chybí síťka
- hřib hlohový (Boletus crataegi) – pod listnáči, na vápencích, v nížinách
- hřib medotrpký (Boletus radicans) – bílý plstnatý klobouk, hořká dužina, pod listnáči, v nížninách
- hřib Fechtnerův (Boletus fechtneri) – stříbřitý klobouk, pod listnáči, na vápencích, v nížinách

Hřib šumavský má prakticky totožné znaky jako xanthoidní forma koloděje – hřib koloděj prvosenkový. Od toho se odlišuje výskytem na jiném stanovišti.